# Riu Fardes
El riu Fardes és el principal afluent del Guadiana Menor, afluent al seu torn del Guadalquivir. Naix en la Serra d'Huétor (Granada), en el terme municipal de Huétor Santillán, en el seu curs es troba l'embassament d'Abellán i, després de rebre al Riu Alhama i al riu Guadix, rega la Foia de Guadix fins a desembocar en el Guadiana Menor per sota de l'Embassament del Negratín.